# Borovec
Borovec (in bulgaro Боровец?) è un comprensorio sciistico (in passato chiamato Čam korija, Чам кория) bulgaro che si estende sul gruppo montuoso del Rila, nella regione di Sofia. Dista 10 km da Samokov e 73 km da Sofia.
Ha oltre 20 piste e 10 impianti di risalita, si estende a 1350 m s.l.m. ed è attrezzato sia per lo sci alpino sia per lo sci nordico. Il comprensorio ha ospitato un'edizione dei Campionati mondiali di biathlon (nel 1993), una dei Campionati mondiali di sci orientamento (nel 2002), varie tappe della Coppa del Mondo di sci alpino e della Coppa del Mondo di biathlon, numerose gare minori di biathlon, sci alpino, sci di fondo e snowboard.